# Geranomyia distincta
Geranomyia distincta là một loài ruồi trong họ Limoniidae. Chúng phân bố ở miền Tân bắc.